# Chirocephalus vornatscheri
Chirocephalus vornatscheri är en kräftdjursart som beskrevs av Brtek 1968. Chirocephalus vornatscheri ingår i släktet Chirocephalus och familjen Chirocephalidae. Inga underarter finns listade i Catalogue of Life.